# Roodkapdwergmierpitta
De roodkapdwergmierpitta (Grallaricula cucullata) is een zangvogel uit de familie Grallariidae (mierpitta's).

## Verspreiding en leefgebied
Deze soort komt voor in Colombia en Venezuela en telt twee ondersoorten:
- G. c. cucullata: westelijk Colombia.
- G. c. venezuelana: centraal Colombia en noordwestelijk Venezuela.

## Status
De grootte van de populatie wordt geschat op 10.000-20.000 volwassen vogels. Omdat het verspreidingsgebied klein en versnipperd is heeft deze soort op de Rode lijst van de IUCN de status gevoelig.